# (29292) Conniewalker
(29292) Conniewalker (1993 KZ1) – planetoida z grupy pasa głównego asteroid okrążająca Słońce w ciągu 3,6 lat w średniej odległości 2,35 j.a. Odkryta 24 maja 1993 roku.